# هنريكي مارتينز
هنريكي مارتينز (بالبرتغالية: Henrique Martins‏) هو سباح برازيلي، ولد في 14 نوفمبر 1991 في كامبيناس في البرازيل.